# 阪急今津線
今津線（いまづせん）は、兵庫県宝塚市の宝塚駅から兵庫県西宮市の西宮北口駅を経由し、今津駅までを結ぶ阪急電鉄の鉄道路線である。駅ナンバリングで使われる路線記号はHK。

## 概要
六甲山地東麓を通る路線で、沿線には住宅地が広がり、大阪・神戸方面などへの通勤・通学路線となっている。運転系統が分断されていることから、西宮北口駅を境に北側の宝塚駅 - 西宮北口駅間を今津北線、南側の西宮北口駅 - 今津駅間を今津南線と呼ぶことがある。正式な起点は宝塚駅だが、列車運行上は今津駅から宝塚駅へ向かう列車が下り、逆方向が上りとなっている。キロポストは宝塚駅からの距離の表示となっているが、下り線の進行方向左側に設置されている。

### 路線データ
- 路線距離（営業キロ）：9.3km
- 軌間：1435mm
- 駅数：10駅（起終点駅含む）
- 複線区間：全線
- 電化区間：全線電化（直流1500V）
- 閉塞方式：自動閉塞式
- 最高速度:80km/h[1]
- 車両基地：西宮車庫

## 沿線風景
宝塚駅を出た列車は、宝塚本線とすぐに別れ、眼下に宝塚ホテルや宝塚歌劇団の本拠地である宝塚大劇場へ続く花のみちを見下ろしながら高架線を進む。宝塚ファミリーランドが営業していた頃には、車内から園内を眺めることもできた。やがて線路はカーブを描き、宝塚音楽学校と宝塚大劇場の間を掠め、武庫川を渡るとすぐ宝塚南口駅に到着する。行楽地の雰囲気はこの駅で終わり、宝塚南口駅を出て高架を下りると高度が徐々に下がるとともに生活路線色が濃厚になる。

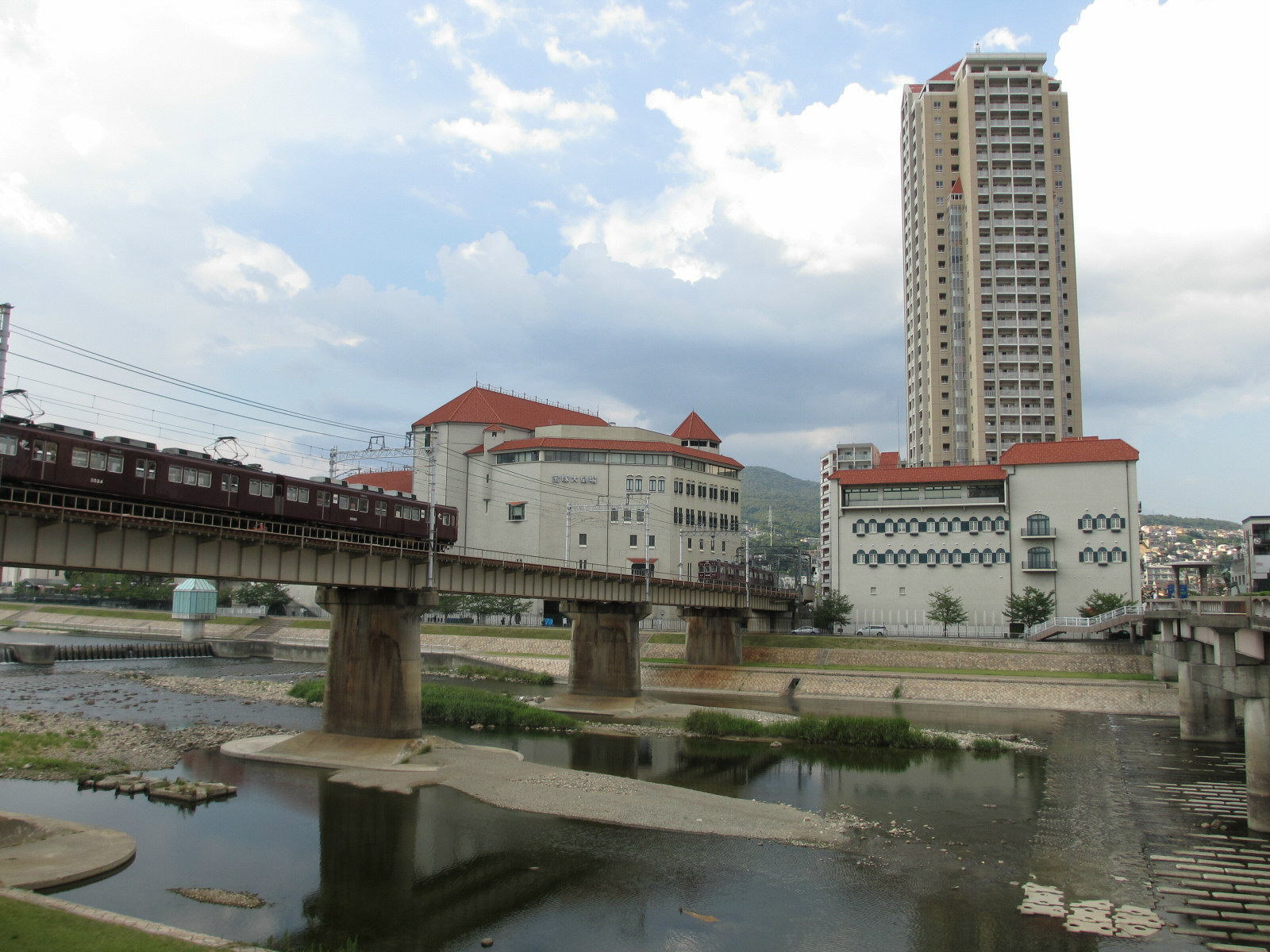
武庫川を渡る今津線の電車（宝塚駅 - 宝塚南口駅間）

逆瀬川駅、小林駅と閑静な住宅地の中を進むと、仁川駅の手前で左手に日本中央競馬会 (JRA) の阪神競馬場が現れる。競馬の開催日には駅は活況を呈し、レースの規模に応じて今津線列車が増発される。仁川を出るとすぐに西宮市に入り、旧型車を苦しめた下り坂を駆け下りて関西学院大学（西宮上ヶ原キャンパス）の最寄り駅である甲東園駅に至り、山陽新幹線をくぐりつつ平地の中を進むと厄よけの寺、東光寺（門戸厄神）の最寄りである門戸厄神駅に着く。次の駅が「北線」「南線」の分かれ目である西宮北口駅である。甲東園駅から西宮北口駅までは、カーブがない線形となっている。
今津線は今でこそ、西宮北口駅で神戸本線に線路を分断されているが、1984年まで平面交差で神戸本線を横切り、今津方面へ繋がっていた。北線は駅北側の地上ホームに発着する。なお、神戸線大阪梅田方面へ向かう列車は連絡線に入るため、この駅は通過扱い（実際は運転停車を行う）となる。
西宮北口駅の南線ホームは高架化されたため、終点の今津駅まで全区間が高架となっている。南線のホームは北線と離れた、南側の高架ホームに発着し、阪急西宮ガーデンズを横目に見ながら南下していく。東海道本線（JR神戸線）を超えると阪神国道駅で、駅はその名の通り国道2号線に面している。その次が阪神本線との乗り換え駅である終点の今津駅だが、駅間距離は阪急電鉄では最も短い700 mしかなく、直線であるので互いの駅同士が肉眼でも見通せるほどである。阪急の今津駅は、高架化されるまでは阪神今津駅の北側に並んで設置されていたが、後に100 mほど北側に移動した際、阪神の駅とは直角状に設置するよう変更された。駅ナカ商業施設「エキーマ」も併設する阪神の駅に比べて、小規模である。

## 運行形態
1984年に西宮北口駅で線路が分断されたため、以降は宝塚駅 - 西宮北口駅間の今津北線（旧・西宝線）と、西宮北口駅 - 今津駅間の今津南線の各区間で普通列車の折り返し運転を行っている。

### 今津北線
各駅に停車する普通は宝塚駅 - 西宮北口駅間折り返し運転で、日中は10分間隔、平日朝ラッシュ時は4 - 7分間隔・平日夕方から夜間は6 - 8分間隔、土・休日夜間は12分間隔で運転されている。全列車が6両編成である。
今津北線に限り、土曜ダイヤと休日ダイヤを統合して土曜・休日ダイヤに一本化した後も土曜朝のみ普通を増発していたが、2006年10月28日のダイヤ改正で一時廃止された。しかし、現在は沿線の各学校の長期休暇時を除き土曜朝に普通の増発が復活している。
西宮北口駅構内には、神戸本線と今津北線を結ぶ連絡線（9号線）があり、これを使って平日朝ラッシュ時に宝塚発大阪梅田行きの準急が運転されている（「阪急神戸本線#準急」も参照）。今津北線内は門戸厄神駅まで各駅に停車する。全列車が8両編成である。この列車の宝塚駅から大阪梅田駅までの所要時間は約35分で、この列車の方が宝塚本線を経由するよりも6 - 10分程度短い。なお、西宮北口駅の連絡線（9号線）ではホーム位置の関係上、旅客の乗降の取り扱いは行われていない。神戸本線と直通する列車は同駅を通過（運転停車）扱いとしている。
宝塚駅 - 十三駅・大阪梅田駅間の移動は宝塚本線経由と西宮北口駅経由の2通りがあるが、日中を中心に西宮北口駅経由の方が数分早いことが多い。さらに、距離も宝塚本線では24.5kmに対し、西宮北口経由だと23.3kmとなり宝塚本線より1.2km短い。なお、普通運賃は宝塚本線経由と西宮北口駅経由とも同額（2023年4月改定運賃で大人290円）である（定期運賃は利用経路通りに購入する必要があり各経路で異なる）。
また、車内放送では、宝塚駅での宝塚本線への乗換え案内については「大阪方面」ではなく、「石橋阪大前・箕面方面」として案内されている。
1995年6月12日から2001年3月9日までは、平日夕方にも西宮北口駅の連絡線を経由する梅田（現在の大阪梅田）発宝塚行き準急が運転されていた。ただ、今津北線の途中駅では仁川駅・宝塚南口駅を除いて下り線ホームの有効長が足りず、8両編成では対応できないため、同列車は6両編成で運転されていた（上り線ホームは全駅とも8両編成に対応している）。

#### 臨時列車
阪神競馬場での中央競馬開催日に限り（場外発売日は除く）、今津北線では臨時ダイヤを設定して15時 - 17時台に普通の増発が行われる。また、GIレース（特に大阪杯・桜花賞・宝塚記念）開催日など利用者が特に多い日に関しては午前中を中心に西宮北口駅 - 仁川駅間の普通列車が増発される。
また、神戸本線に直通する臨時列車として15時 - 17時台に仁川発大阪梅田行きの直通臨時急行が運転され、仁川駅 - 大阪梅田駅間を約20分で結んでいる。本数は日によって増減する（2020年・2021年は新型コロナウイルス感染拡大防止のため運転中止。2022年より運転再開）。仁川駅を出ると途中の停車駅は神戸本線内のみに設定されており、塚口駅と十三駅に停車する。今津北線内の営業列車で唯一、線内の途中駅を通過する。かつては上下ともに臨時急行が運転されていたが、2006年10月28日のダイヤ改正以降は夕方に仁川発梅田行きのみの運転となっている。2025年6月15日の宝塚記念では、午前9時5分から午前11時55分まで10分間隔で、西宮北口発臨時急行仁川行きが6両で運行された。また、停車駅は仁川駅のみで、折り返しは回送列車として西宮北口駅に送られた。 
阪急では慣例として、阪神競馬場での主要競走の開催1週間前から（開催日含む）、そのレースの前年優勝馬をあしらったヘッドマークを取り付けて運行している。2018年の場合、宝塚記念開催前はサトノクラウン（鞍上・ミルコ・デムーロ）、阪神ジュベナイルフィリーズ開催前はラッキーライラック（鞍上・石橋脩）があしらわれた。
2009年秋からは、神戸本線・京都本線・嵐山線を経由する宝塚駅 - 十三駅 - 嵐山駅間直通の臨時列車が行楽期の特定の土曜・日曜・祝日に1日1往復の運転を開始した（種別は臨時）が、こちらは2010年春から新たに直通特急の種別が与えられ、2011年春から「とげつ」の愛称が付いた。今津線内の停車駅は、準急と同一であった。詳細は「阪急嵐山線#臨時列車」を参照。今津線における特急の運転は、1968年に廃止された歌劇特急以来であったが、同じく行楽期の臨時列車として高速神戸駅 - 嵐山駅間に運転されていた直通特急「あたご」と共に2019年春以降は運転されていない。

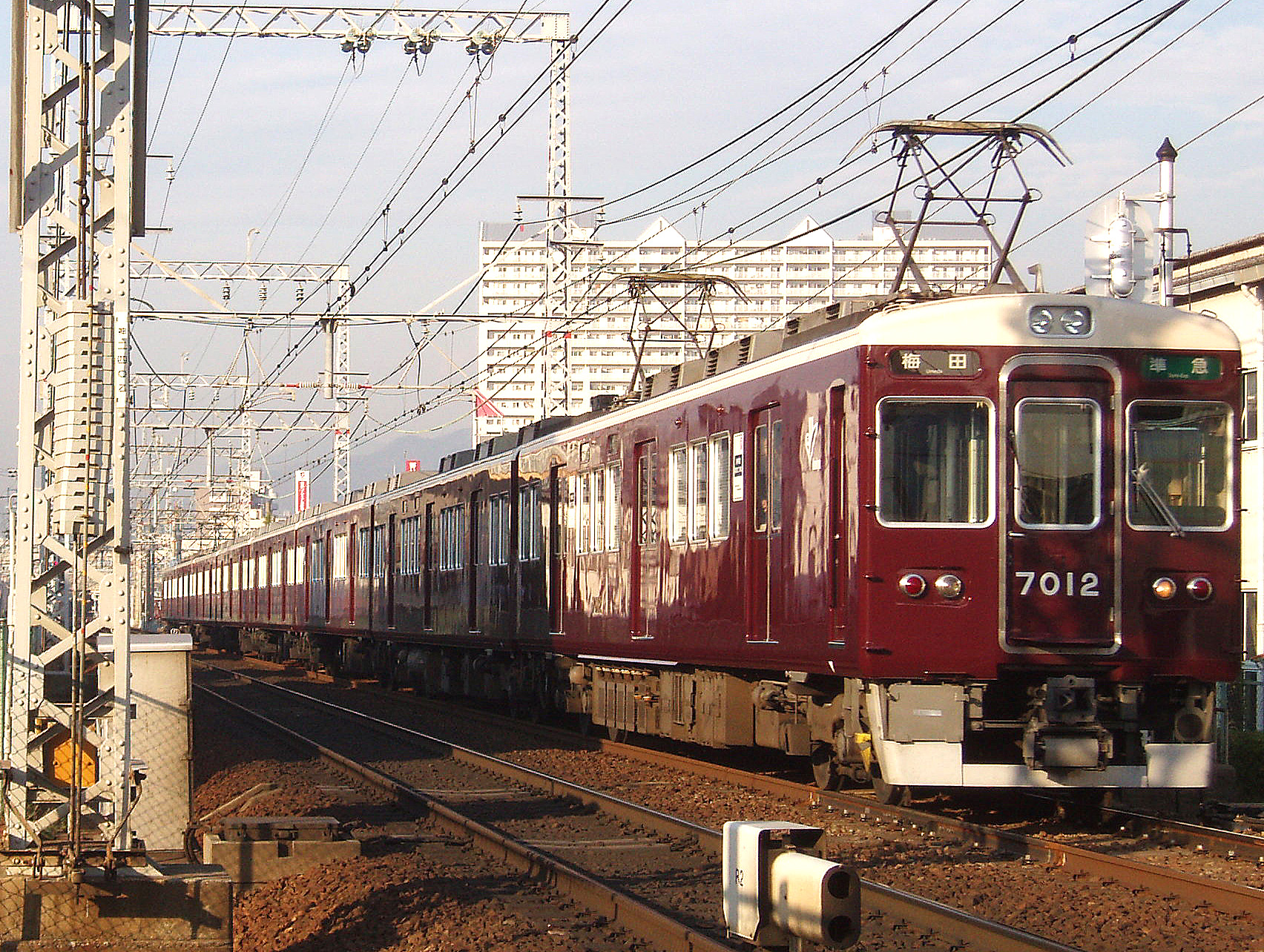
宝塚発 今津（北）線・神戸線直通大阪梅田行き準急
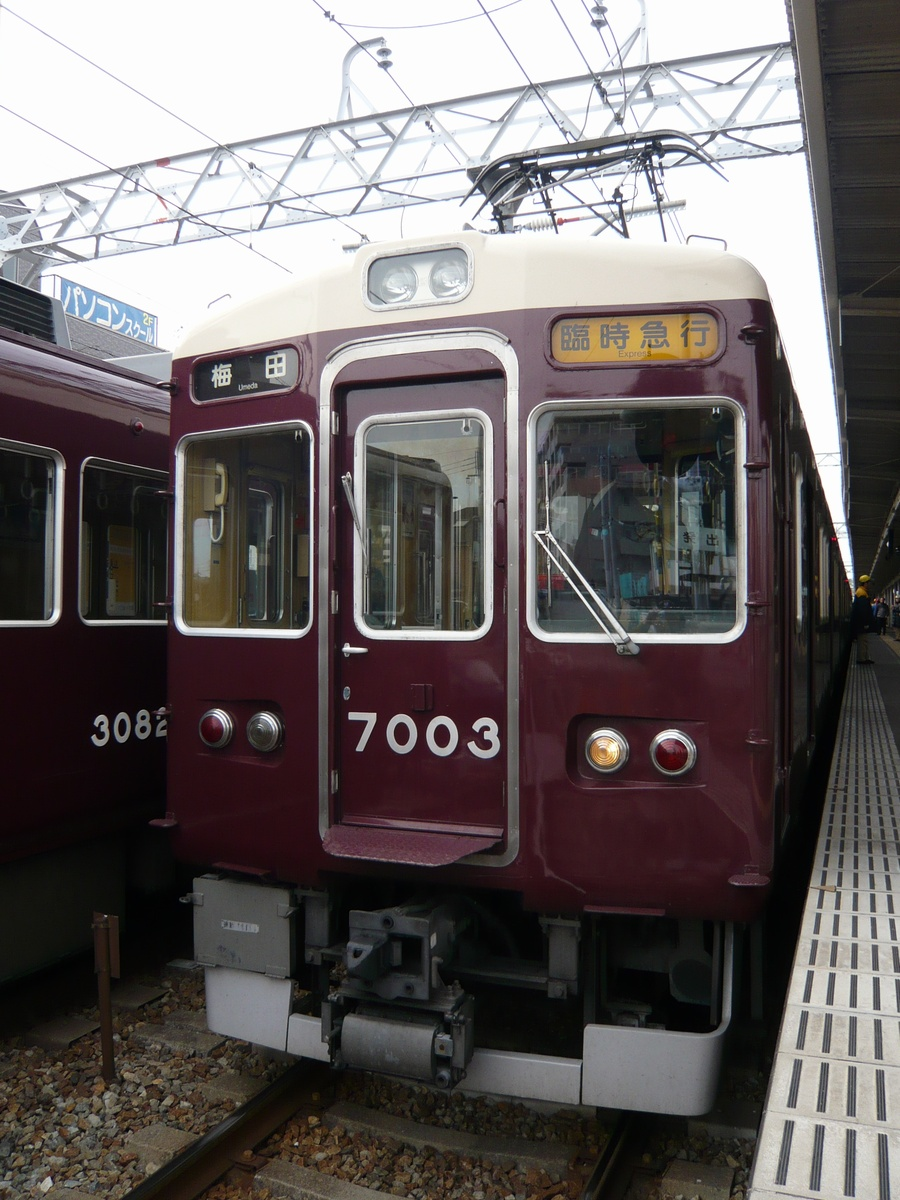
大阪梅田行き臨時急行
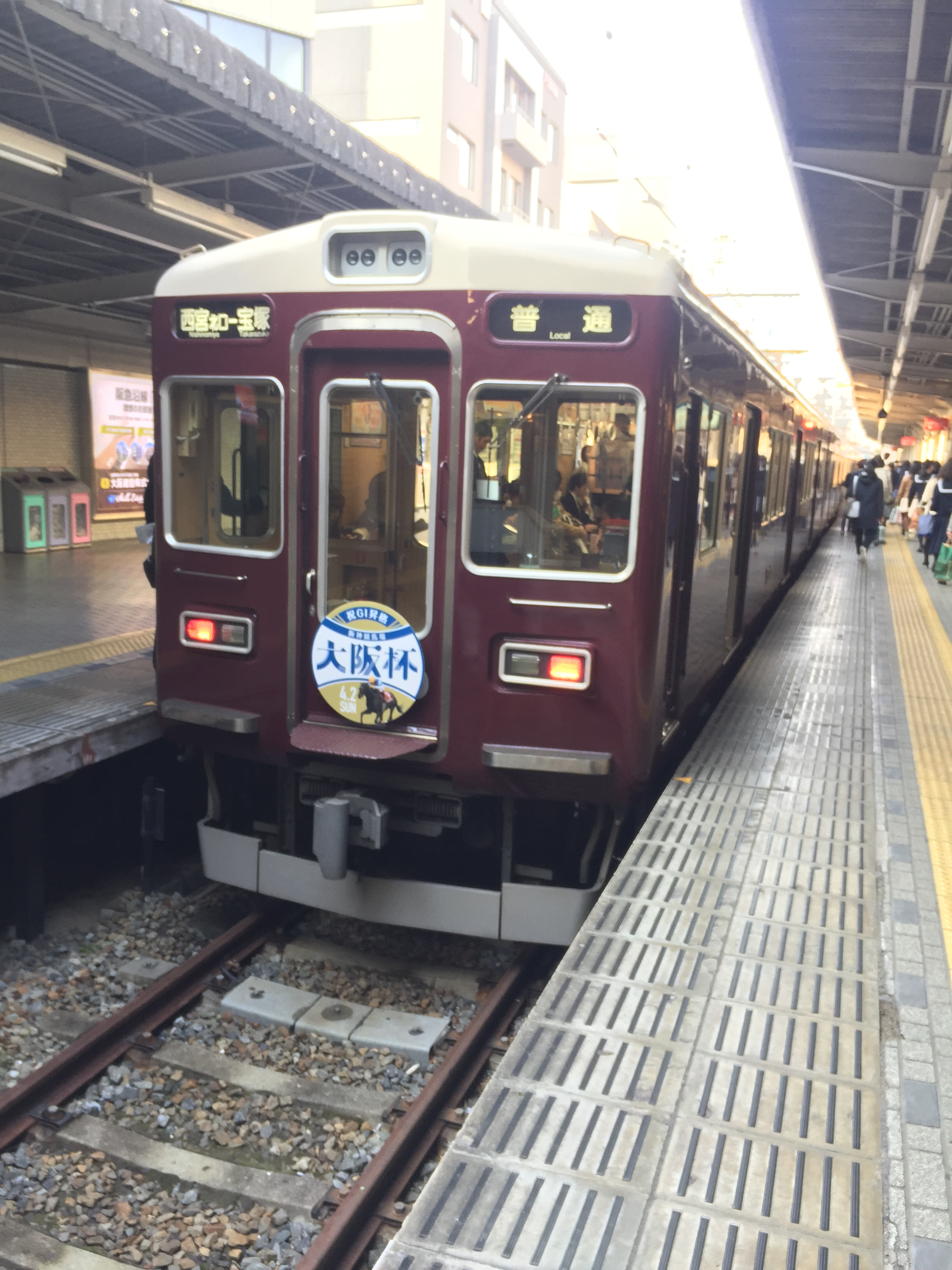
競馬大阪杯ヘッドマーク付きの今津線5000系電車 （西宮北口駅）

### 今津南線
西宮北口駅 - 今津駅間折り返しの普通のみの運転で、日中は10分間隔、平日朝ラッシュ時は6分間隔、平日夕方から夜間は7 - 8分間隔、土・休日夜間は12分間隔で運転されている。全列車が3両編成でワンマン運転を行う。

## 使用車両

### 現用車両

#### 今津北線
この区間の普通は全て6両編成で、以下の車両が主に使用される。
- 5000系
- 6000系
- 7000系
- 8000系
- 8200系

準急・臨時急行などの神戸本線に直通する列車には神戸本線で運用されている8両固定編成も使用される。また、別編成と連結した編成が普通で使用されることもある。詳細は「阪急神戸本線#使用車両」を参照。

#### 今津南線
- 6000系：3両編成のワンマン対応車が使用される。

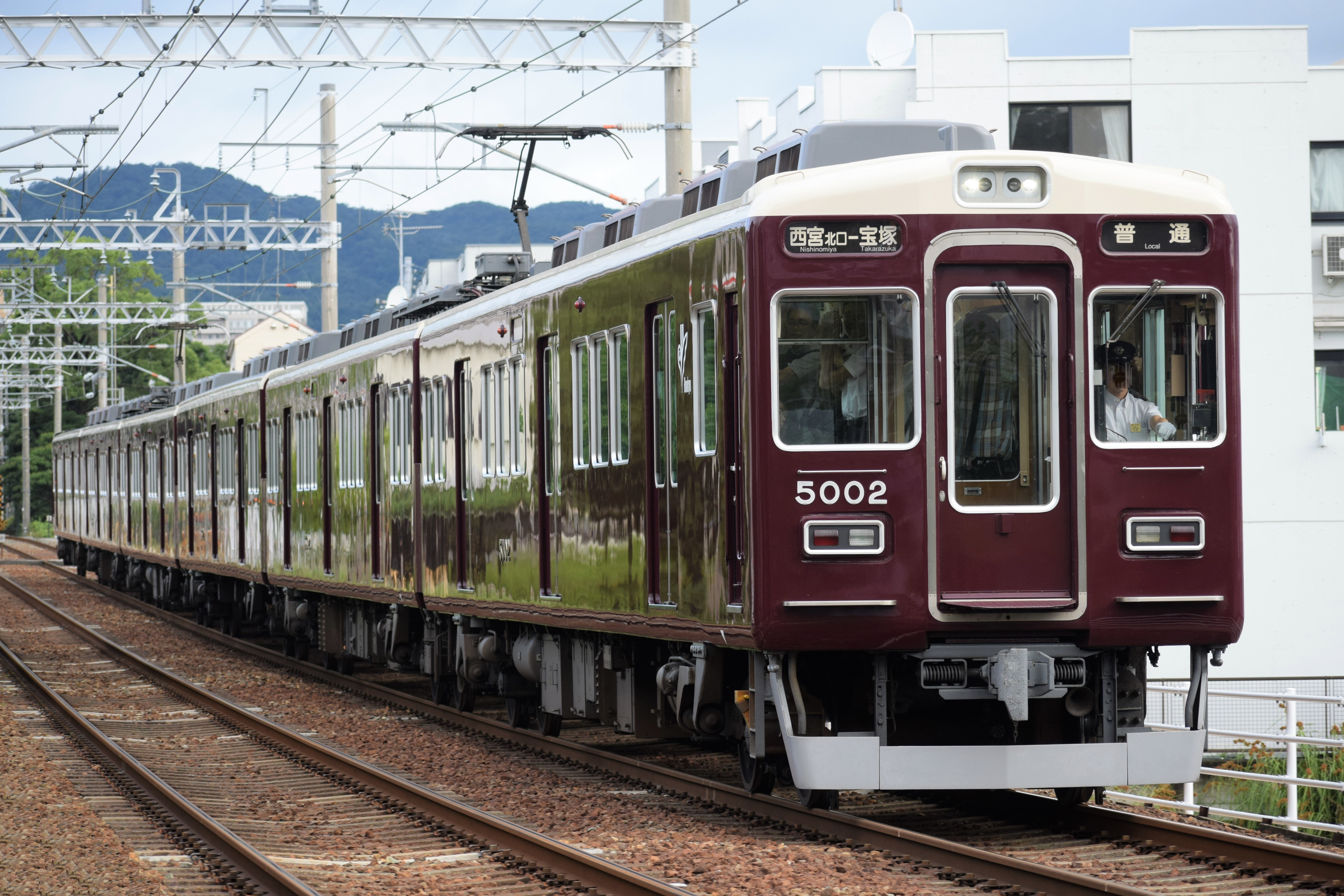
今津北線で運用されている5000系
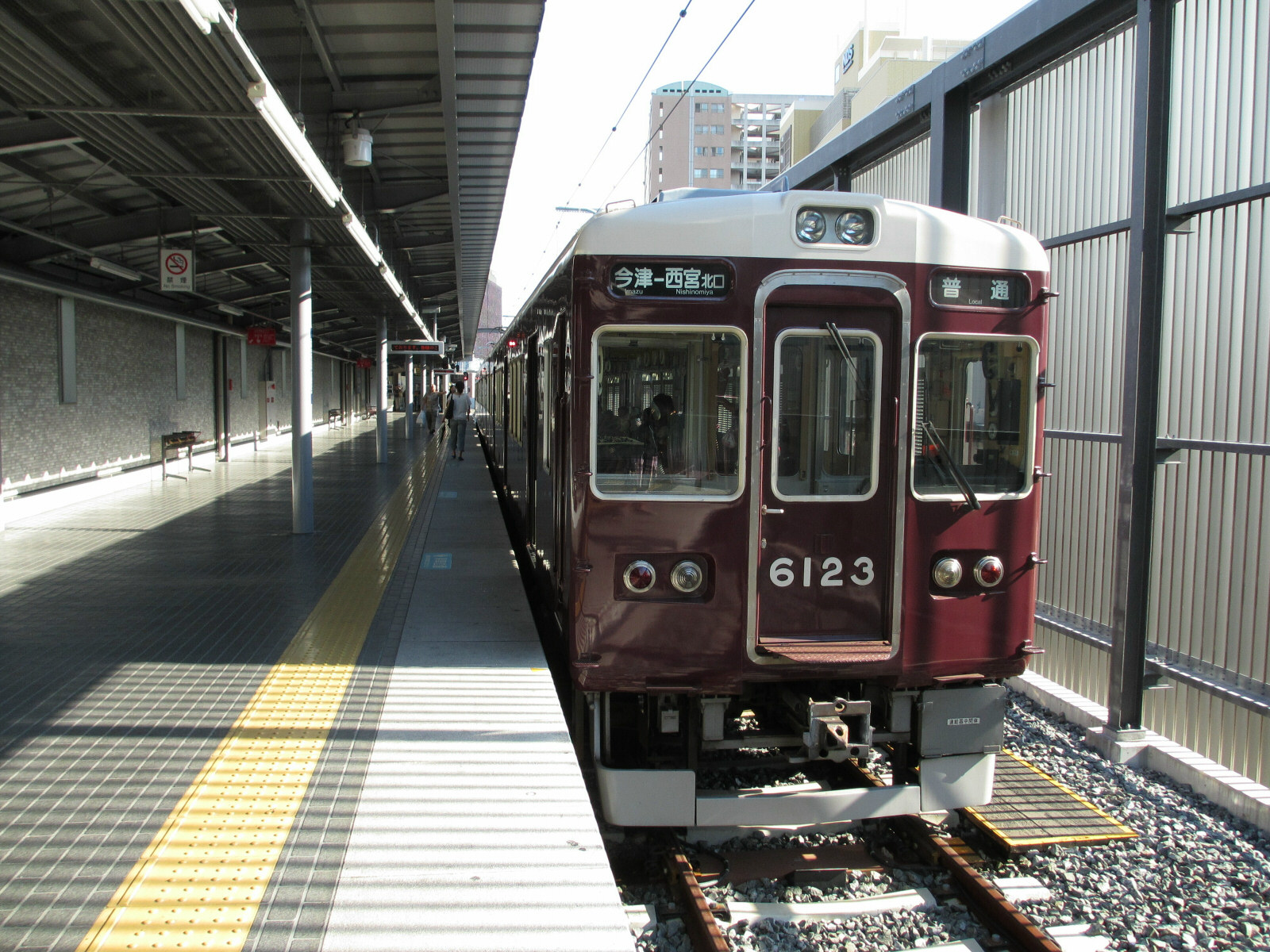
今津南線 6000系

### 過去の車両
大阪・神戸方面からの乗り入れを考慮して、神戸線と同じ規格で建設されていたことから、600形以降の大型車も戦前の早い時期から入線していた。また、神戸線との輸送量の格差を勘案して、40・90・96の各形式のように、同線での運用を念頭に置き導入された形式もある。
戦後は、1952年以降宝塚線車両大型化の過程で捻出された小型車各形式が入線し、1960年代前半には一大勢力を築いた。これらの小型車は1967年10月8日に実施された神戸線の架線電圧1500Vへの昇圧を機に一掃され、1960年代末から1970年代前半にかけては、600・610の両形式が主力として運用されていた。
- 1形
- 40形
- 51形
- 90形
- 96形
- 300形
- 320形
- 380形
- 500形
- 600形
- 610系
- 710系:京宝特急「歌劇号」で入線。
- 800系
- 810系
- 900形
- 920系
- 1000形（初代）
- 1010系
- 1100系
- 1200系
- 2000系
- 2300系（初代）:1969年 - 1971年の間、神戸線直通準急及び4両編成での線内運用に充当
- 2800系（付随車のみ）
- 5100系
- 5200系
- 3000系
- 3100系

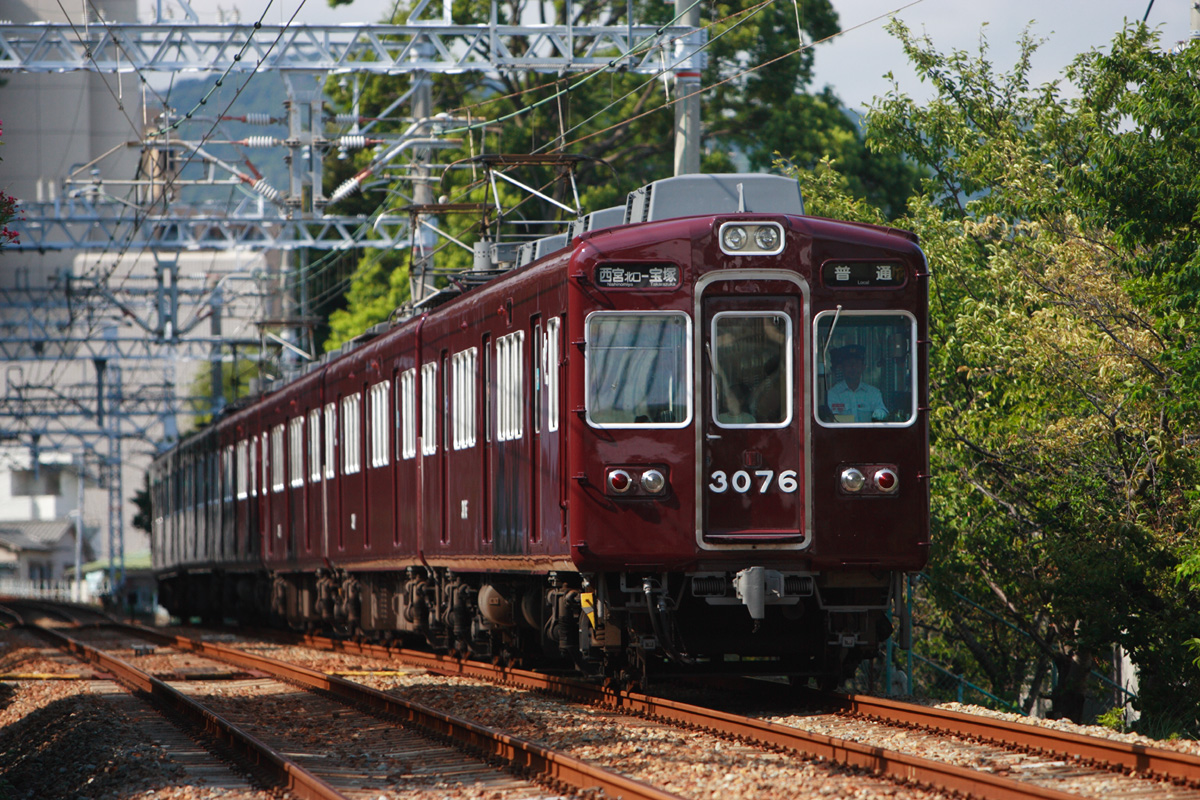
今津北線で運用されていた3000系
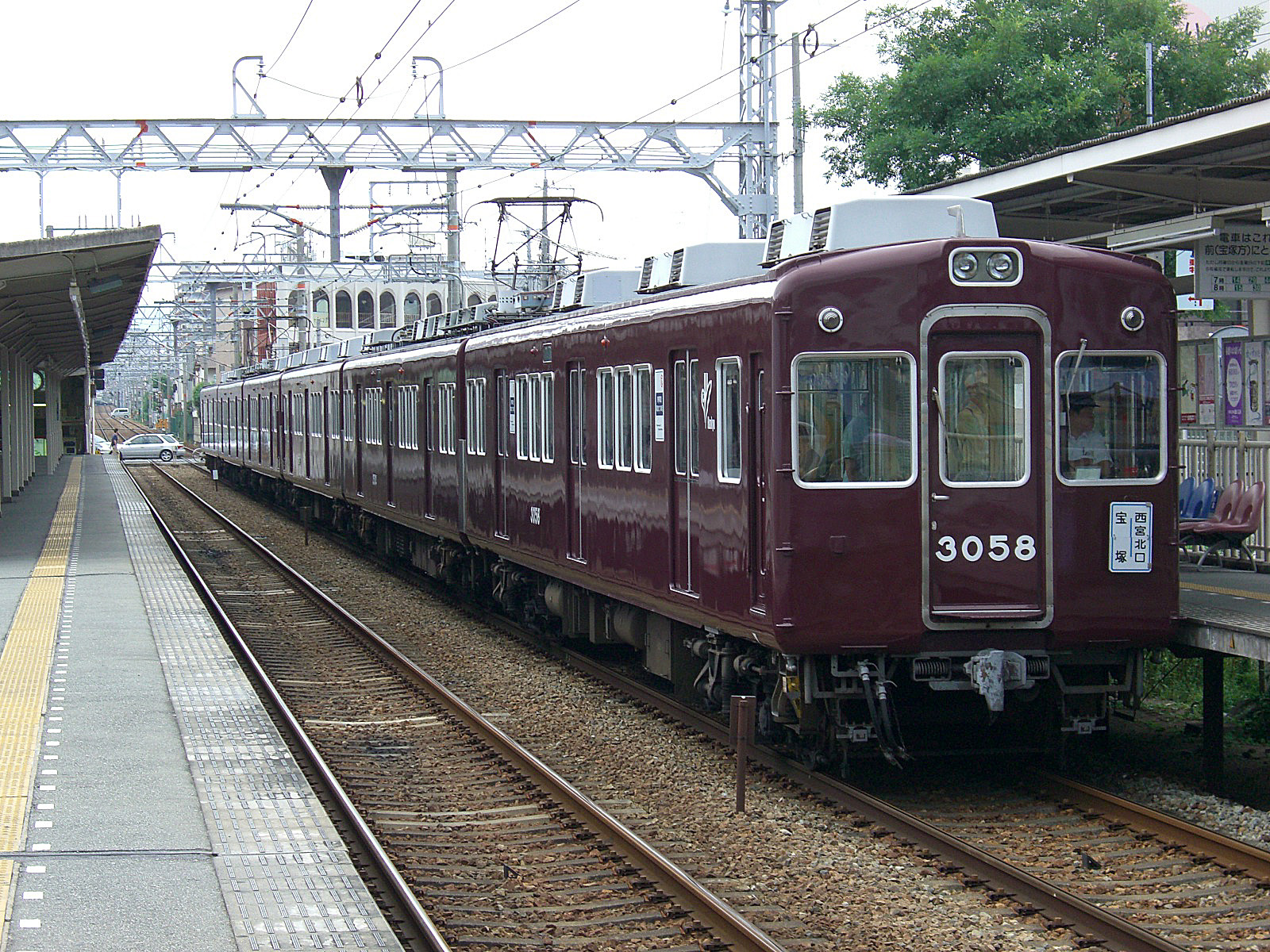
今津北線で運用されていた3000系 方向板使用車

## 歴史

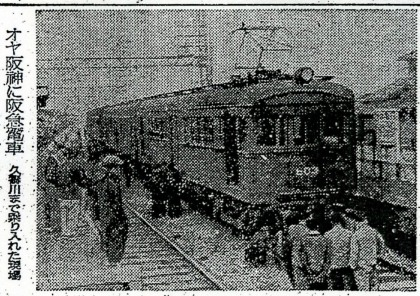
暴走した阪急電車が今津駅を突破し阪神久寿川駅のホームに衝突（1949年12月13日）

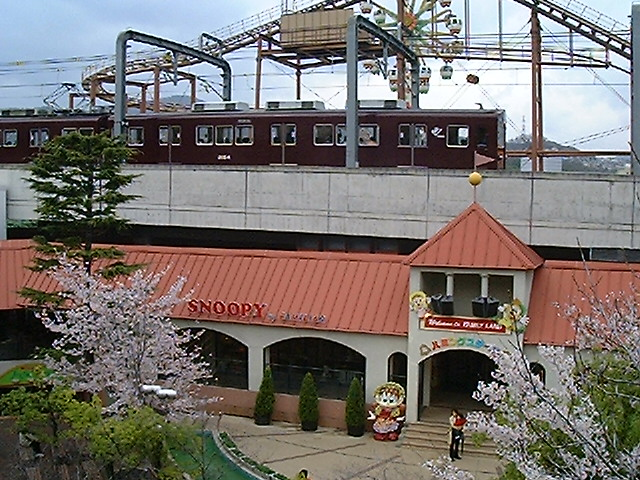
宝塚ファミリーランド内を通過する今津線列車（2003年4月5日）

前身である阪神急行電鉄により、宝塚駅 - 西宮北口駅間が西宝線（さいほうせん）として1921年に開業。1926年の今津までの全通時に今津線に改称した。
阪神急行電鉄の前身である箕面有馬電気軌道が路線敷設の特許を取得したときは、東光寺（門戸厄神）付近より西へ向かい、現在の阪神本線香櫨園駅辺りを終点とすることになっていたが、神戸線の敷設に絡んでまず計画が西宮北口駅を経て西宮市街までと変更され、さらに二度目の修正で阪神本線と共に今津駅を新設し、それと連絡を図る計画になった。なおこの際、神戸線との交点になる西宮北口駅には直角平面交差が生まれた。これについては後述する。
阪急総帥の小林一三の指導により、大正から昭和にかけ、甲東園や甲風園に代表されるように沿線の住宅開発を行い、さらには大阪・神戸方面へ向かうのとは逆方面の定期客需要を求めるべく、様々な学校誘致も行った。関西学院大学や神戸女学院大学が神戸市から西宮市の同線沿線に移転したのが典型的な事例で、戦前の段階で今津線は通学路線と化すことになった。
しかし、昭和中期までは宝塚線の池田 - 宝塚間とともに、特に宝塚側の各駅の乗客数は限られていた。逆瀬川駅や小林駅のプラットホームは戦前は1両（単行）分しかなく、2両編成の電車は通過していた。
戦中、沿線に軍需工場ができたこともあり、にわかに利用客数が増した。1943年12月15日から1945年9月21日までは、小林駅 - 仁川駅間にそれら工場への通勤客の至便をはかるため、鹿塩駅（かしおえき）が設けられたりもしている。また、今津駅では1928年から阪神本線とホームが隣り合うようになっていたが、軍の要請で丹波橋駅における奈良電気鉄道線（現在の近鉄京都線）と京阪本線の接続と同様、貨物輸送を考えて阪神本線との間で線路が一時的に接続されたことがあった。しかし、終戦後の1949年に今津線の電車が暴走して阪神本線に侵入、久寿川駅まで走行するという事故が発生したこともあり、再び分断された。 阪急今津線暴走事故を参照。なおこの事故は、新聞で「阪急電車が大暴れ」「阪急、阪神に"殴り込み"」と風刺されて報道されたこともあり、後には「殴り込み事件」と呼ばれるようになっている（参照）。
後述の通り、1984年に、西宮北口駅のダイヤモンドクロスと呼ばれる、今津線と神戸本線の平面交差が安全の観点から廃止されることになり、それをきっかけに今津線は西宮北口駅を境に、宝塚駅 - 西宮北口駅間の「今津北線」と、西宮北口駅 - 今津駅間の「今津南線」の2つの区間に事実上分断されることになった。
1995年1月17日の阪神・淡路大震災では甲東園駅南で交差する山陽新幹線の高架橋と、門戸厄神駅 - 西宮北口駅間の国道171号線の橋桁が線路上に落下。また宝塚南口駅北側では、西宮北口行き列車が脱線し、これら3件の被害で不通となったが、同年2月5日に全線復旧した。

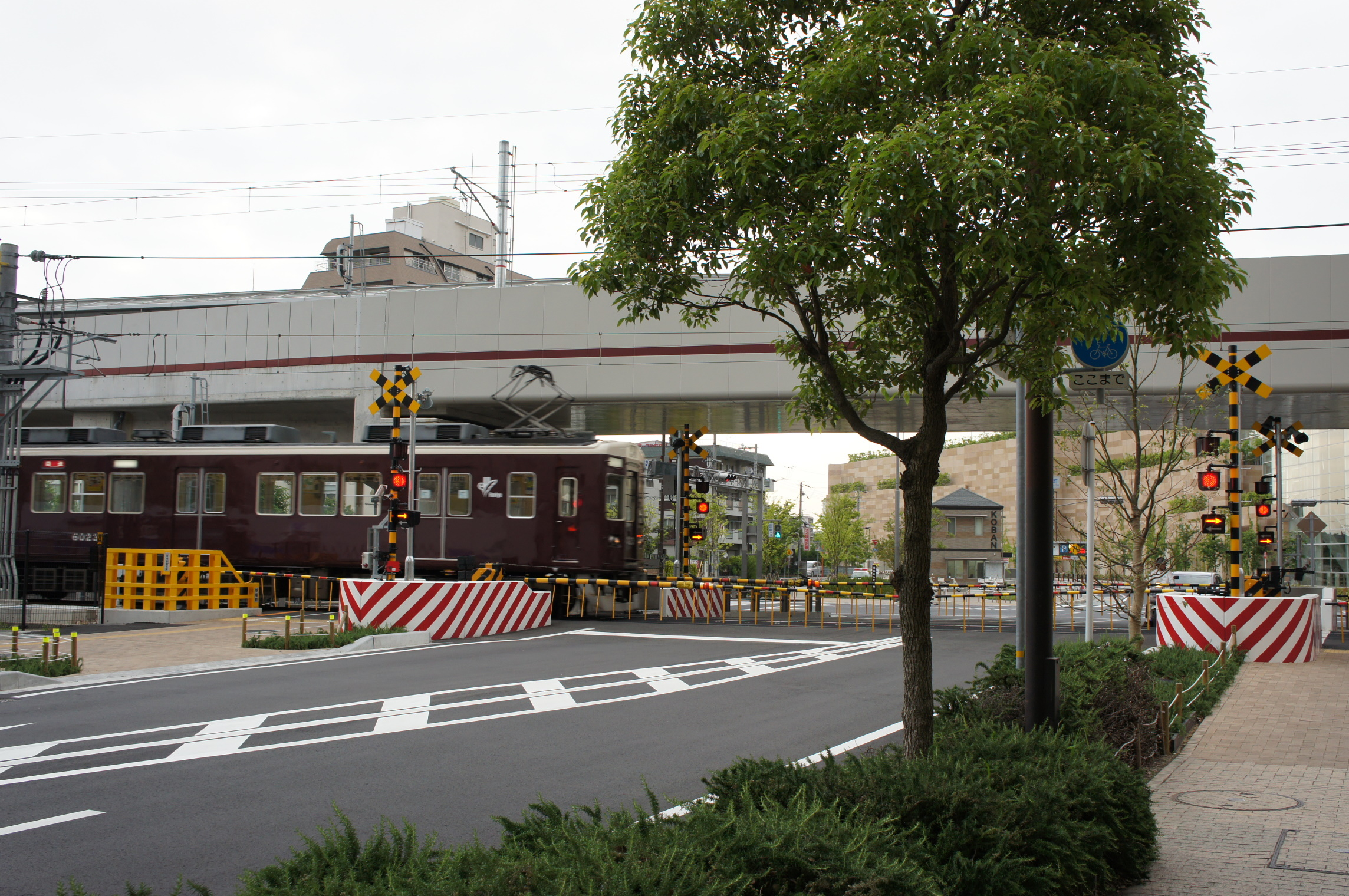
2011年の球場前踏切
高架化が完了し、北側の西宮北口南踏切と同様、早朝・夜間の1日2回しか稼働しない。

2007年には、西宮北口駅周辺で行われていた西宮市の土地区画整理事業の一環として、阪急西宮スタジアム跡地の再開発事業（阪急西宮ガーデンズ建設工事）にあわせて、西宮北口 - 阪神国道間の高架化工事が開始され、2010年に工事は完了。同年12月5日の西宮北口駅5号線高架ホーム供用開始により、今津南線は全線が高架化された。また、同時に線路設備の規格向上により今津南線のダイヤ変更が行われ、西宮北口駅 - 阪神国道駅間の所要時間の短縮などが行われた（今津行きが20秒短縮、西宮北口行きが10秒短縮で、ともに所要時分3分20秒に）。なお、高架化工事に当たっては、2009年1月17日より、西宮北口駅 - 阪神国道駅間のうち東海道本線（JR神戸線）との交差部分北側に片渡りポイントを設置して500mほどを単線化した。またこれに合わせて、西宮北口駅では5号線を閉鎖した上で回送線である8号線に仮設ホームを設置していた（ただし案内上は「5号線ホーム」のまま）。

### 西宮北口駅における平面交差問題
神戸本線と接続する西宮北口駅構内には、かつて同線と線路が十字形に交わる平面軌道交差（ダイヤモンドクロス）があった。今津まで延伸したのが1926年と古く、列車自体が短い編成であったことから運行上さほど支障はなく、このような形態をとった。
しかし、戦後の経済成長に伴う列車の増発・長編成化により、ダイヤモンドクロスの存在がダイヤ作成上で最大のネックとなるようになった。今津線のダイヤは神戸本線に合わせねばならず、ダイヤモンドクロスを横断する西宮北口駅 - 今津駅間は、平日日中は10分間隔であったが夕方ラッシュ時には12分間隔と、逆に夕方ラッシュ時に運転間隔が間延びするという状態が続いていた（宝塚駅 - 西宮北口駅間は神戸本線を横断しない形の区間運転があったため、このようなことはなかった）。
今津線には甲東園駅 - 仁川駅間に、阪急電鉄の路線の中では最もきつい部類に入る33.3‰の急勾配があり、現在ほどモーターの性能が良くなかった時代の車両にとってはこの勾配の存在が大きな負担となっていた。そこで、今津駅から西宮北口駅も含めて仁川駅まで連続立体交差化してこの急勾配を解消する計画が立てられたものの、後にモーターの性能が向上したことや、山陽新幹線の開通により甲東園駅付近が高々架となること、西宮北口駅周辺で宅地化が進んだため同駅周辺では高架化の際の仮線用地が確保できなくなったことから、神戸本線との立体交差化は困難となった。
加えて1980年代に入ると輸送力増強のため、宝塚本線・京都本線では既に実施されていた列車の10両編成化を神戸本線でも行うこととなったが、西宮北口駅のホーム延伸が限界にきていた（大阪方には西宮車庫、神戸方には踏切があった）ことや、ダイヤ上のネックを解消する目的もあり、同駅改良・橋上駅舎化工事に合わせて、高架化が不可能であった今津線を1984年3月25日にやむなく分断した。そして現在に至るまで南北の線路は分断されたままの状態が続いている。ただ、分断によって西宮北口駅 - 今津駅間では増発が可能になり、2001年3月のダイヤ改正後においては平日ラッシュ時には最短6分間隔（分断直後は最短3分間隔）で運転されるなど、利便性の向上というメリットも発生した。
なお、西宮北口駅2階コンコースには将来の路線高架化を見据えて確保されたスペースが、橋上駅舎化された当時から存在している。ただし、1995年に今津駅が高架駅となった際に同駅ホームの有効長が4両編成までとされたことや、2010年12月5日より西宮北口駅5号線ホームが高架化され供用が開始された際にもホームがコンコースと同一階（2階）に設けられたことから、宝塚駅 - 今津駅間の直通列車復活は困難となっている。

### 宝塚駅付近高架化工事に伴う暫定単線運転

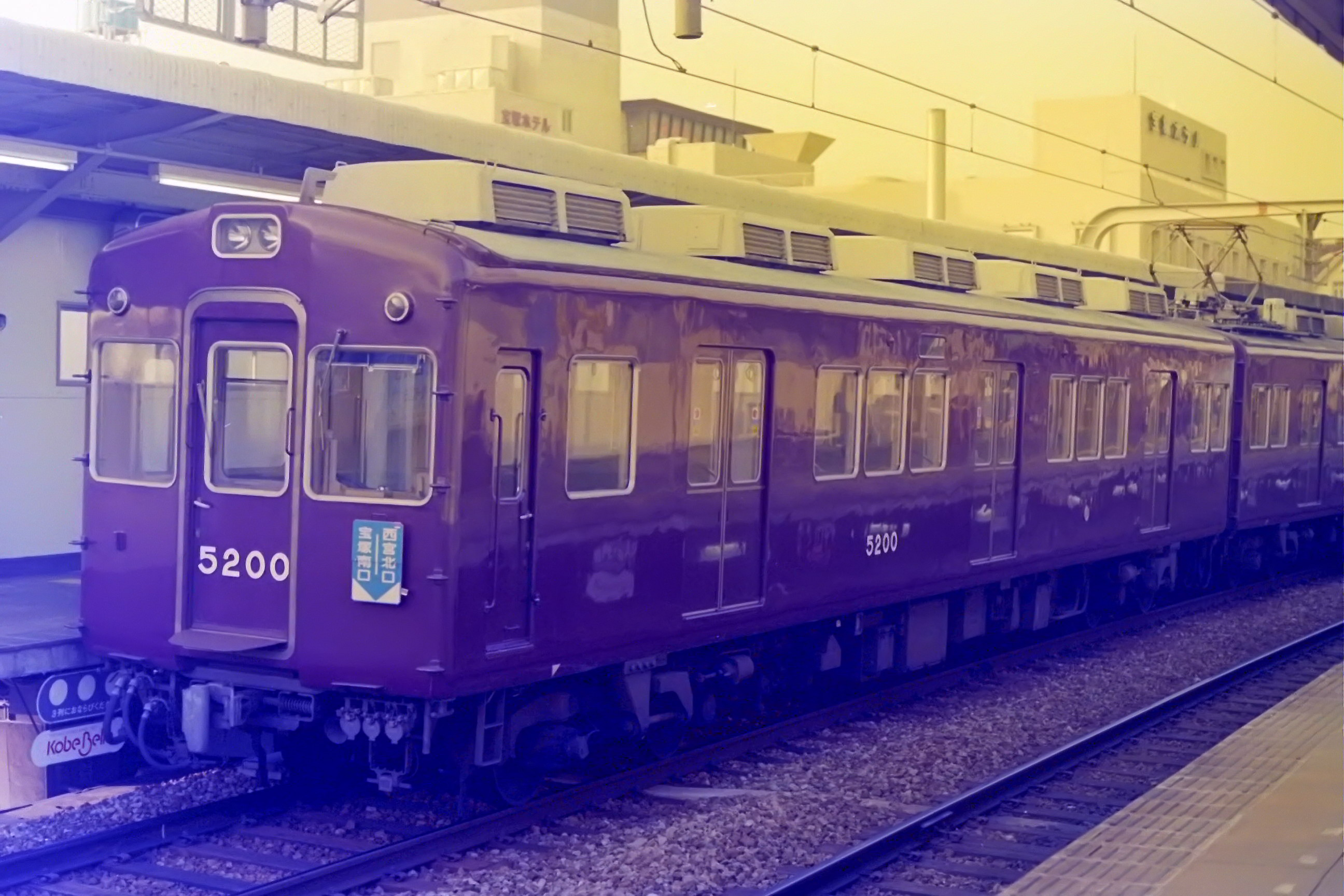
宝塚南口駅 - 西宮北口駅間区間列車の方向板（5200系、1992年）

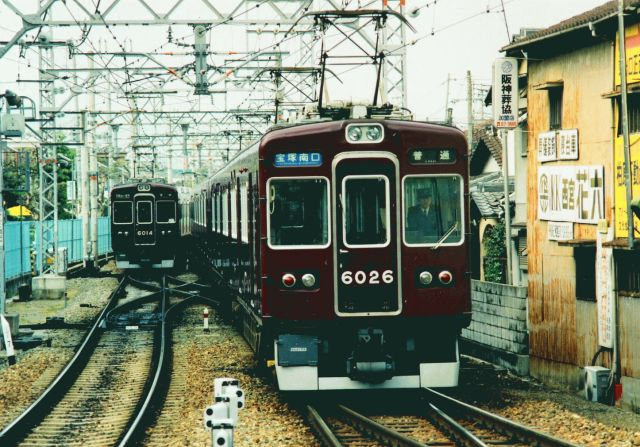
宝塚南口駅 - 西宮北口駅間区間列車の方向幕（6000系、撮影時期不明）

宝塚駅の高架化工事の際に、工事中の仮線用地の確保が困難であったことから、1990年9月30日以降の宝塚駅 - 宝塚南口駅間において、やむなく単線運転が実施された。日中のように10分間隔ではダイヤ上は支障がないものの、本数の多いラッシュ時では運用に限界があったため、複線運転が再開されるまでの期間中は、通常の宝塚駅 - 西宮北口駅間の全線通し列車のほか、朝夕のラッシュ時に宝塚南口駅 - 西宮北口駅間の折り返し運転を行う列車が設定され、その数はダイヤの半数弱を占めた。また、同列車の運転により誤乗が増えたため、方向幕を装備する車両については、誤乗防止のために行き先方向幕を青地のものへと順次変更し対応がなされた。工事完了後は同区間で折り返し列車は設定されず、各路線の列車においても特殊なカラーが施された行き先方向幕は用意されていない。
なお、1969年から1971年の宝塚南口駅の高架化に伴う単線運転実施のため、逆瀬川駅折り返し列車が運転されたこともあった。
また、阪神国道駅 - 今津駅間の高架化の際も、同様に単線運転が実施されたが、こちらは同区間が700mと短く単線運転でもダイヤ上は支障がなかったため、特に目立った案内はなされていなかった。
こうした暫定単線運転の例は、近隣の路線では阪神西大阪線（現在の阪神なんば線）でも行われた。

### 年表
- 1921年（大正10年）9月2日：西宝線として宝塚駅 - 西宮北口駅間が単線で開業。
- 1922年（大正11年）
  - 4月1日：全線複線化完成。
  - 6月1日：甲東園駅開業。
- 1923年（大正12年）12月28日：仁川駅開業。
- 1926年（大正15年）12月18日：西宮北口駅 - 今津駅間が開業し全通。今津線に改称。
- 1927年（昭和2年）5月10日：阪神国道駅開業。
- 1949年（昭和24年）12月13日：阪神本線へ今津線の電車が侵入し、久寿川駅まで暴走する事故が起こる。
- 1967年（昭和42年）10月8日：架線電圧を600Vから1500Vに昇圧。
- 1978年（昭和53年）3月10日：全線を軌道法に基づく軌道から地方鉄道法に基づく鉄道に変更。
- 1984年（昭和59年）3月25日：西宮北口駅構内の平面軌道交差が廃止され南北の線路分断[2]。
- 1990年（平成2年）
  - 3月：「都市計画道路鳴尾御影東線立体事業」に基づき阪神国道駅 - 今津駅間と今津駅が高架化着工。
  - 9月30日：宝塚駅高架化工事に伴い、宝塚駅 - 宝塚南口駅間の単線運転を開始[14]。
- 1993年（平成5年）
  - 5月23日：今津駅移転。0.2km短縮。
  - 7月18日：宝塚駅 - 宝塚南口駅間の複線運転を再開[17]。宝塚駅高架化[17]。
- 1995年（平成7年）
  - 1月17日：阪神・淡路大震災で全線不通に。
  - 1月23日：門戸厄神駅 - 西宮北口駅間（単線運転）と西宮北口駅 - 今津駅間が復旧し運転を再開[18]。
  - 1月30日：宝塚駅 - 仁川駅間が復旧し運転を再開[18]。
  - 2月5日：仁川駅 - 門戸厄神間駅が復旧し、今津線全線で運転を再開[18]。
  - 12月16日：阪神国道駅 - 今津駅間下り線と今津駅が高架化[18]。
- 1997年（平成9年）7月26日：阪神国道駅 - 今津駅間上り線高架化。
- 1998年（平成10年）10月1日：西宮北口駅 - 今津駅間がワンマン運転化[6]。
- 2006年（平成18年）10月28日：下り梅田発仁川行き臨時急行の運行を中止。
- 2008年（平成20年）9月：「阪急今津線高架化事業（球場前線街路事業・西宮北口駅総合改善事業）」に伴い、西宮北口駅5号線ホーム横に隣接する球場前北小路踏切を廃止[注釈 7]。
- 2009年（平成21年）1月17日：「阪急今津線高架化事業（球場前線街路事業・西宮北口駅総合改善事業）」に伴い、西宮北口駅 - 阪神国道駅間の一部を単線化。西宮北口駅8号線に5号線仮設ホームを設置[19]。
- 2010年（平成22年）12月5日：西宮北口駅5号線ホーム高架化。西宮北口駅 - 今津駅が全線高架化。西宮北口駅 - 阪神国道駅間が速度向上（上り55km/h → 65km/h、下り50km/h → 55km/h）により所要時間短縮。
- 2013年（平成25年）12月21日：全駅に駅ナンバリング導入[20][21]。
- 2018年（平成30年）11月：この月の行楽期をもって宝塚駅 - 嵐山駅間で運転されていた臨時直通特急「とげつ」の運転を終了。
- 2020年（令和2年）4月：宝塚南口駅の副駅名「宝塚ホテル前」を廃止し、宝塚駅の副駅名を「宝塚大劇場前・宝塚ホテル前」に変更。
- 2023年（令和5年）4月1日：門戸厄神駅、阪神国道駅の改札窓口について、営業時間を7時から22時までに短縮[22]。

## 駅一覧
- 全駅兵庫県内に所在。駅番号は2013年12月21日より導入[20][21]。

### 今津北線
凡例
●：停車、｜：通過、｜↓：通過、↓：片方向のみ運転
- 臨時急行：阪神競馬開催時に大阪梅田行きのみ運転される場合あり。
- 準急：平日朝に大阪梅田行きのみ運転。
- 普通：各駅に停車するため省略。
- 臨時急行・準急の西宮北口駅 - 大阪梅田駅間の停車駅は「神戸本線」参照。

| 駅番号       | 駅名                                | 駅間 営業キロ | 累計 営業キロ | 準急                                   | 臨時急行                               | 接続路線                                                          | 所在地                                 |
| ------------ | ----------------------------------- | ------------- | ------------- | -------------------------------------- | -------------------------------------- | ----------------------------------------------------------------- | -------------------------------------- |
| HK-56        | 宝塚駅 （宝塚大劇場・宝塚ホテル前） | -             | 0.0           | ●                                      |                                        | 阪急電鉄： 宝塚本線 西日本旅客鉄道： 福知山線（JR宝塚線: JR-G56） | 宝塚市                                 |
| HK-28        | 宝塚南口駅                          | 0.9           | 0.9           | ●                                      |                                        |                                                                   | 宝塚市                                 |
| HK-27        | 逆瀬川駅                            | 0.9           | 1.8           | ●                                      |                                        |                                                                   | 宝塚市                                 |
| HK-26        | 小林駅                              | 1.0           | 2.8           | ●                                      |                                        |                                                                   | 宝塚市                                 |
| HK-25        | 仁川駅                              | 1.7           | 4.5           | ●                                      | ●                                      |                                                                   | 宝塚市                                 |
| HK-24        | 甲東園駅                            | 0.9           | 5.4           | ●                                      | ↓                                      |                                                                   | 西宮市                                 |
| HK-23        | 門戸厄神駅                          | 1.0           | 6.4           | ●                                      | ↓                                      |                                                                   | 西宮市                                 |
| HK-08        | 西宮北口駅 （阪急西宮ガーデンズ前） | 1.3           | 7.7           | ↓                                      | ↓                                      | 阪急電鉄： 神戸本線（一部直通）・ 今津南線                        | 西宮市                                 |
| 直通運転区間 | 直通運転区間                        | 直通運転区間  | 直通運転区間  | ○準急・臨時急行…神戸本線大阪梅田駅まで | ○準急・臨時急行…神戸本線大阪梅田駅まで | ○準急・臨時急行…神戸本線大阪梅田駅まで                            | ○準急・臨時急行…神戸本線大阪梅田駅まで |

- 戦時中は小林駅 - 仁川駅間に鹿塩駅が設置されていた。

### 今津南線
- 累計営業キロは今津北線から通算。全列車各駅に停車。
- この区間は全駅西宮市内に所在。

| 駅番号 | 駅名                                | 駅間 営業キロ | 累計 営業キロ | 接続路線                       |
| ------ | ----------------------------------- | ------------- | ------------- | ------------------------------ |
| HK-08  | 西宮北口駅 （阪急西宮ガーデンズ前） | -             | 7.7           | 阪急電鉄： 神戸本線・ 今津北線 |
| HK-22  | 阪神国道駅                          | 0.9           | 8.6           |                                |
| HK-21  | 今津駅                              | 0.7           | 9.3           | 阪神電気鉄道： 本線(HS 16)     |

## 当線を舞台とする作品

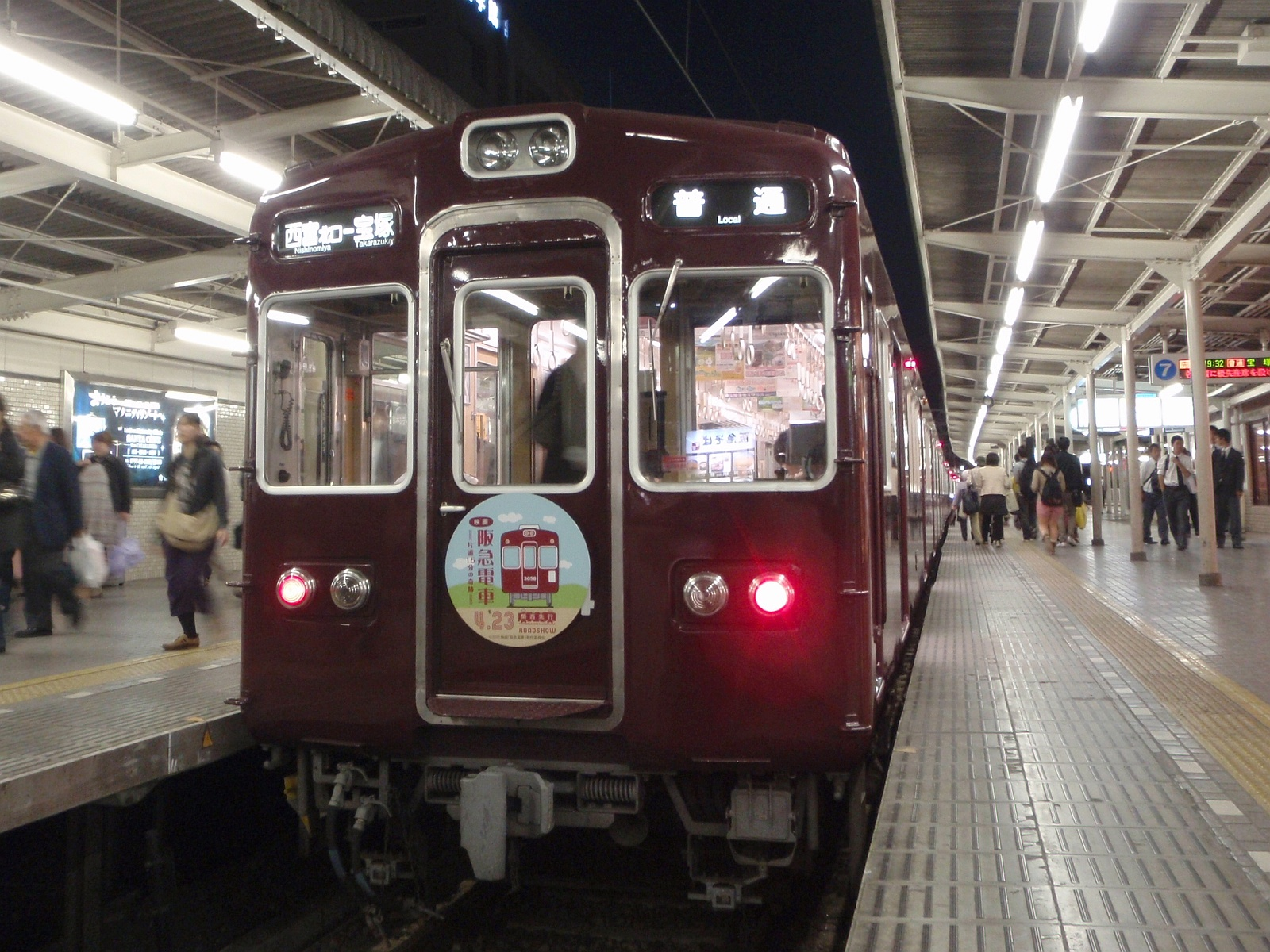
映画の宣伝ヘッドマークが掲出された今津北線の車両 - 西宮北口駅

今津北線は、有川浩の小説『阪急電車』の舞台となった。また、2011年には『阪急電車 片道15分の奇跡』というタイトルで映画化され、沿線および各駅や当線を走行する車内などでロケーション撮影が行われた。
路線そのものが舞台になるわけではないが、かんべむさしの短編小説『決戦・日本シリーズ』ではプロ野球日本シリーズにおける（架空の）阪神対阪急戦を「今津線シリーズ」と呼び、作中でファンを過熱させている。阪急時代にこの組み合わせの日本シリーズが実現することはついになかったが、阪急がオリックスに身売りされたのちの2005年からセ・パ交流戦において阪神対オリックスとして対戦が行われており（関西ダービー、阪神なんば線シリーズ）、2023年には日本シリーズで両球団が初めて対戦することとなった。